# Norrstrand
Norrstrand är en stadsdel i Karlstad som består av en blandad bebyggelse av villor, flerfamiljshus, restauranger och butiker. Stadsdelen avgränsas i väster av Rudsvägen, i öster av länsväg 236, i norr av E18 och i söder av Klarälven. Väster om Norrstrand ligger Sundsta. I stadsdelen finns grundskolorna Hagaborgsskolan och Norrstrandsskolan samt Östra kyrkogården där Stenbrons norra fäste ligger i direkt anslutning. Vid årsskiftet 2014–2015 bodde 5 103 personer i Norrstrand.